# Euphorbia kalbaensis
Euphorbia kalbaensis är en törelväxtart som beskrevs av Baikov och I.V.Khan. Euphorbia kalbaensis ingår i släktet törlar, och familjen törelväxter.
Artens utbredningsområde är Kazakstan. Inga underarter finns listade i Catalogue of Life.